# 華新麗華大樓

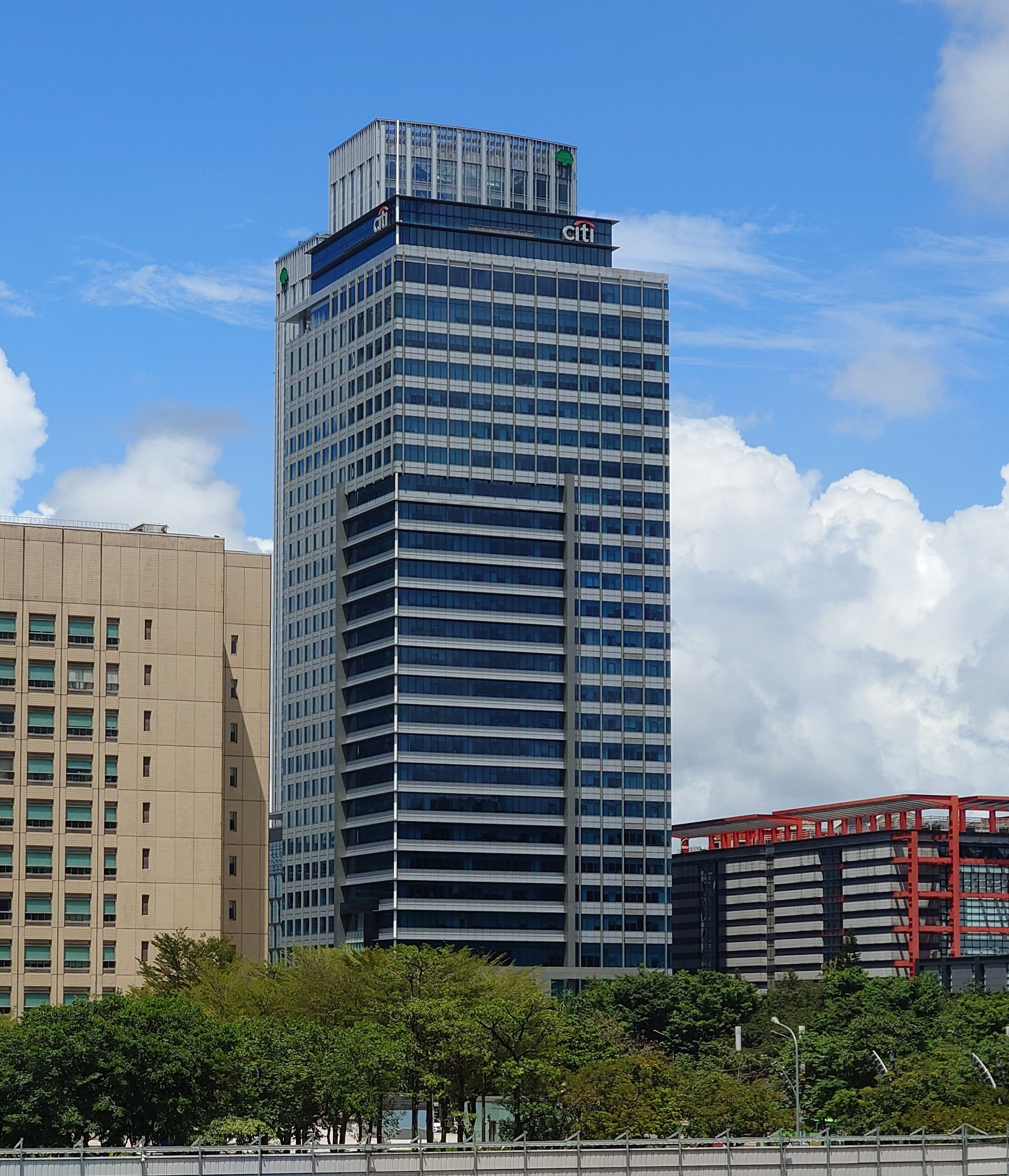
華新麗華大樓與左側台北市政大樓

華新麗華大樓，又名華新麗華花旗信義大樓，是臺灣臺北市的一幢摩天大樓，位於臺北市信義區松智路1號（信義計畫區A6地號），由華新麗華投資興建，樓高134.6公尺，地上27層、地下5層。

## 歷史
2003年12月12日，華新麗華將臺北市民生東路三段華新麗華大樓全棟賣給玉山銀行，且規劃將總部於1年內遷出。
2006年初，華新麗華在臺北市信義計畫區動工興建華新麗華大樓。2009年第2季，華新麗華大樓完工。華新麗華在2009年11月2日將總部遷入華新麗華大樓,買下整棟大樓；花旗(台灣)銀行也在該年將總行從臺北市中正區襄陽路8號僑銀大樓（原華僑商業銀行總行）遷移至此，並獲得華新麗華分享該大樓的冠名權。

## 周遭環境
- 台北101
- 國泰置地廣場
- 統一國際大樓
- 華南銀行總行世貿大樓
- 市府轉運站
- 新光三越信義新天地
- 台北市市政大樓
- 台北世界貿易中心
- 臺北南山廣場
- 遠雄金融中心
- 寶麗廣塲

## 進駐本棟大樓之機構及公司
| 使用樓層 | 用途                                                  |
| -------- | ----------------------------------------------------- |
| 27       | 華新麗華                                              |
| 26       | 華新麗華                                              |
| 25       | 華新麗華                                              |
| 24       | 荷商H&M                                               |
| 23       | 華新麗華                                              |
| 22       | 蔻馳                                                  |
| 21       | 美商摩根大通                                          |
| 20       | 美商摩根大通                                          |
| 19       | 蘋果公司（蘋果亞洲台灣分公司）/ 丹麥商沃旭能源        |
| 18       | 金上晉科技股份有限公司                                |
| 17       | 花旗(台灣)商業銀行.                                   |
| 16       | 花旗(台灣)商業銀行                                    |
| 15       | 花旗(台灣)商業銀行                                    |
| 14       | 花旗(台灣)商業銀行                                    |
| 13       | 花旗(台灣)商業銀行                                    |
| 12       | 花旗(台灣)商業銀行                                    |
| 11       | 比利時商雷格斯                                        |
| 10       | 英屬維京群島樂威科股份有限公司 / 樂威科技股份有限公司 |
| 9        | 紐西蘭商工辦事處（紐西蘭駐台代表處） 克蘭詩           |
| 8        | 英國保誠人壽保險                                      |
| 7        | 英國保誠人壽保險                                      |
| 6        | 加拿大駐台北貿易辦事處（加拿大CTOT）                  |
| 5        | 瑞普萊坊/君綺診所                                     |
| 4        | 瀚亞證券投資信託股份有限公司                          |
| 3        | 日商三井住友銀行                                      |
| 2        | 花旗(台灣)商業銀行                                    |
| 1        | 花旗(台灣)商業銀行                                    |
| B1       |                                                       |
| B2       |                                                       |
| B3       |                                                       |
| B4       |                                                       |
| B5       |                                                       |

### 台北捷運
- 信義線 - 台北101/世貿站
- 板南線 - 市政府站

### 引用
1. 1 2 3 4  98使字第0108號
2. ↑  陳雅潔、陳慜蔚. . 台灣蘋果日報. 2003-12-13  [2018-12-02]. （原始内容存档于2016-10-09）.
3. ↑   (PDF).   [2017-05-28]. （原始内容存档 (PDF)于2013-04-08）.
4. ↑  .   [2017-08-29]. （原始内容存档于2017-08-29）.
5. ↑  .   [2017-08-29]. （原始内容存档于2017-10-20）.
6. 1 2  .   [2017-08-29]. （原始内容存档于2019-02-16）.
7. ↑  .   [2021-06-13]. （原始内容存档于2022-03-08）.
8. ↑  .   [2017-08-29]. （原始内容存档于2017-08-29）.
9. ↑  .   [2017-08-29]. （原始内容存档于2017-08-29）.
10. ↑  .   [2017-08-29]. （原始内容存档于2017-08-29）.
11. ↑  .   [2017-08-29]. （原始内容存档于2017-08-29）.
12. ↑  .   [2017-08-29]. （原始内容存档于2019-02-16）.
13. ↑  .   [2017-08-29]. （原始内容存档于2020-08-03）.

### 文獻
- 華新新大樓出租 1年租金上看5.61億 （页面存档备份，存于）
- 華新麗華大樓商辦租金 居今年價格之冠 （页面存档备份，存于）